# Hinge Kirke
Hinge Kirke er en kirke i landsbyen Hinge lidt nord for Hinge Sø mellem Silkeborg og Kjellerup. Apsis, kor og skib er opført i senromansk tid omkring 1250 af teglsten, mod øst ses rester af en skråkantsokkel. Af enkeltheder ses kun et tilmuret østvindue i apsis. Tårnet blev tilføjet i 1779, da kirken blev kraftigt restaureret, bekostet af F.A. Fischer til Alling- og Grauballegård. På kirkegården ses en romansk granitgravsten med reliefkors samt en kopi af den sten, hvorpå Hans Tausen holdt den første lutherske prædiken, originalen findes nu på Viborg Museum. Kirken blev istandsat 1952-53.
Apsis har bevaret halvkuppelhvælvet. Apsisbue og korbue er falsede og har skråkantede kragsten. Skibet har oprindelig haft åben tagstol, men omkring 1530 fik kirken indbygget fladt bjælkeloft. Samtidig blev kalkmalerierne på triumfvæggen overkalket. Altertavlen dateres til 1604, prædikestolen fra 1612 har i felterne pietistiske malerier fra 1700-tallet. På nordvæggen hænger et epitafium med to felter, det er bekostet af Søren Michelsen (død 1597) og hustru fra omkring 1630 samt af Hans Sørensen (død 1632) og hustru. Hans Sørensen var bror til præsten, som Blicher beskriver i sin novelle Præsten i Thorning.
På skibets sydvæg afdækkede man i 1889 kalkmalerier fra tiden omkring reformationen, de blev atter overkalket. Kalkmalerierne på triumfvæggen stammer formodentlig fra 1500-30, de blev afdækket i 1980 og færdigrestaureret i 1984. De er opdelt i tre friser, øverst ses Passionen med Tilfangetagelsen, Piskningen og Tornekroningen, Kristus for Pilatus, Korsbæringen og Korsfæstelsen. I den midterste frise ses Den hellige familie og Kongernes tilbedelse. I den nederste frise ses kun Paulus.
I tilfangetagelsen kommer Judas fra højre med to drabanter, der griber Kristus, Peter angriber Malkus, der har tabt lygten. I Piskningen og Tornekroningen har den ene bøddel både træben og bøjet ben den anden maser knæet ind mod Kristus. I Kristus for Pilatus vasker Pilatus sine hænder, Kristus er blodplettet med kappe, bødlerne er i profil (ondskab), teksten ECCE HOMO sammenblander denne scene med Smertensmanden og fremstillingen for folket. I Korsbæringen følger Maria og Johannes samt Simon af Kyrene, der er ret lille, Conductus er stor og er fremstillet i profil, i baggrunden går en soldat i profil modsat gruppen. I Korsfæstelsen dåner Maria, Longinus uden lanse peger på sit øje, til højre ses Stentaton og Høvedsmanden.
I den midterste frise ses nord for triumfbuen Den hellige familie, som man interesserede sig meget for i tiden. Den hellige Anna sidder med Marias familie, ifølge legenden giftede Anna sig senere med først Salome og derefter Cleophas og fik i hvert ægteskab en datter, der også kaldtes Maria, deres sønner blev vigtige disciple. Maria Salome sidder med sønnen Jakob d.æ. ved sine fødder, han har pilgrimsstav i hånden, formodentlig har hun også haft Johannes på skødet, tilbage er kun hans attribut, giftbægeret. Maria selv sidder med Jesusbarnet på skødet. Til højre ses Maria Cleophas med Jakob d.y. med valkestok og Judas Thadæus med kølle, barnet foran hendes knæ er formodentlig Simon, som skulle have haft en sav i hånden. Længst til højre ses et barn som læner sig mod en kjole, det er formodentlig Elisabeth med Johannes Døberen. Syd for triumfbuen bag prædikestolen ses Balthasar fra Kongernes tilbedelse. Af nederste frise ses kun en Paulus med sværd bag prædikestolen. Kantning med ruder og halve korsblomster er almindelig i Midt- og Østjylland 1500-30.
Den romanske døbefont af granit har fire lodrette tovstave på kummen og profileret skaft over firkantet fod med hjørnekløer.
Kirken lå i det gamle Lysgård Herred, Viborg Amt.
- Kirkerummet set mod øst
- Triumfvæg med kalkmalerier og prædikestol
- Døbefont

- Triumfvæg mod nord, Den hellige familie
- Triumfvæg mod nord, tornekroningen
- Triumfvaeg mod nord, Tilfangetagelsen og Piskningen
- Triumfvaeg mod syd, Kristus stilles for Pilatus
- Triumfvaeg mod syd, Korsfæstelsen